# مزاعم الإبادة الجماعية في الغزو الإسرائيلي للبنان عام 2024
وقد وجهت اتهامات لإسرائيل بارتكاب إبادة جماعية في لبنان أثناء الغزو الإسرائيلي للبنان عام 2024.

## انظر ايضا
- الغزو الإسرائيلي للبنان 2024
- الإبادة الجماعية لغزة